# Carlota Petchamé Bonastre
Carlota Petchamé Bonastre (Matadepera, Vallès Occidental, 25 de juny de 1990) és una jugadora d'hoquei sobre herba catalana. Formada al Club Deportiu Terrassa, jugà a l'Atlètic Terrassa HC, KHC Leuven i Royal Antwerp HC, amb el qual guanyà una Lliga belga (2014-15). La temporada 2015-16 fitxà pel Júnior Futbol Club, amb el qual ha aconseguit cinc Campionat de Catalunya, una Copa de la Reina (2020), una medalla de bronze a l'Eurolliga d'Hoquei de 2022 i una Lliga espanyola (2023). Internacional amb la selecció espanyola d'hoquei sobre herba en 210 ocasions des del 2010, ha participat als Jocs Olímpics de Rio de Janeiro 2016 i de Tokio 2020. Aconseguí la medalla de bronze als Campionats del Mon de 2018 i als d'Europa de 2019.
Entre d'altres reconeixements, ha rebut la Medalla de la Ciutat a l’Esperit Esportiu de l'Ajuntament de Terrassa (2016).

## Palmarès
Clubs
- 1 Lliga espanyola d'hoquei sobre herba masculina: 2022-23
- 5 Campionats de Catalunya d'hoquei herba femenina: 2017-18, 2018-19, 2019-20, 2020-21, 2021-22
- 1 Lliga belga d'hoquei sobre herba femenina: 2014-15
- 1 Copa espanyola d'hoquei herba femenina: 2020-21

Selecció espanyola
- 1 medalla de bronze als Campionat del Món d'hoquei sobre herba femení: 2018
- 1 medalla de bronze als Campionat d'Europa d'hoquei sobre herba femení: 2019
- 1 medalla d'argent al Campionat d'Europa d'hoquei sala: 2010